# Francesco Panetta
Francesco Panetta (* 10. Januar 1963 in Siderno) ist ein ehemaliger italienischer Leichtathlet.
Der Mittel- und Langstreckenläufer trat 1981 als Neunter bei den Cross-Weltmeisterschaften der Junioren erstmals international in Erscheinung. Er gewann bei den Leichtathletik-Weltmeisterschaften 1987 in Rom sowie bei den Leichtathletik-Europameisterschaften 1990 in Split jeweils den Titel im 3000-Meter-Hindernislauf.
Panettas Stärken lagen eigentlich im 10.000-Meter-Lauf, doch gab es zu seiner Zeit drei stärkere italienische Langstreckenläufer (unter anderen seinen Trainingspartner Alberto Cova), sodass er sich auf die 3000 Meter Hindernis konzentrierte. Er war insgesamt zehnmal italienischer Meister und gehörte zur Trainingsgruppe von Giorgio Rondelli in Mailand, der Wert auf Gruppentrainung und hohe Traningsumfänge legte. Panetta arbeitet als Leichtathletikkommentator für RAI und als Repräsentant für den Sportartikelhersteller Diadora.

## Auszeichnungen
- Italiens Sportler des Jahres (La Gazzetta dello Sport): 1987